# Mudžiza
 Mudžiza, natprirodno djelo koje uz Božju pomoć može napraviti samo Poslanik i nitko drugi. Svrha tog djela je dokazati ispravnost misije poslanstva, te da nikoji čovjek ne može napraviti nešto slično. Ako se to djelo dogodi pobožnom čovjeku, tad je to keramet. Izvede li pokvaren čovjek takvo djelo, onda je to sihr (obmana, čarolijska varka).
Četvrta temeljna istina islamskog vjerovanja je vjerovanje u Alahove poslanike, ljude za koje se zna da su poslani od Boga, da bi na pravi put izveli narode koji su zalutali, uzoholili se, postali bogohulni ili činili nered na Zemlji. Češće se koristi naziv poslanik nego prorok upravo zbog pogrešnog shvaćanja da su proroci ljudi koji proriču budućnost, što je za muslimane vrlo uvredljivo. 